# Tö

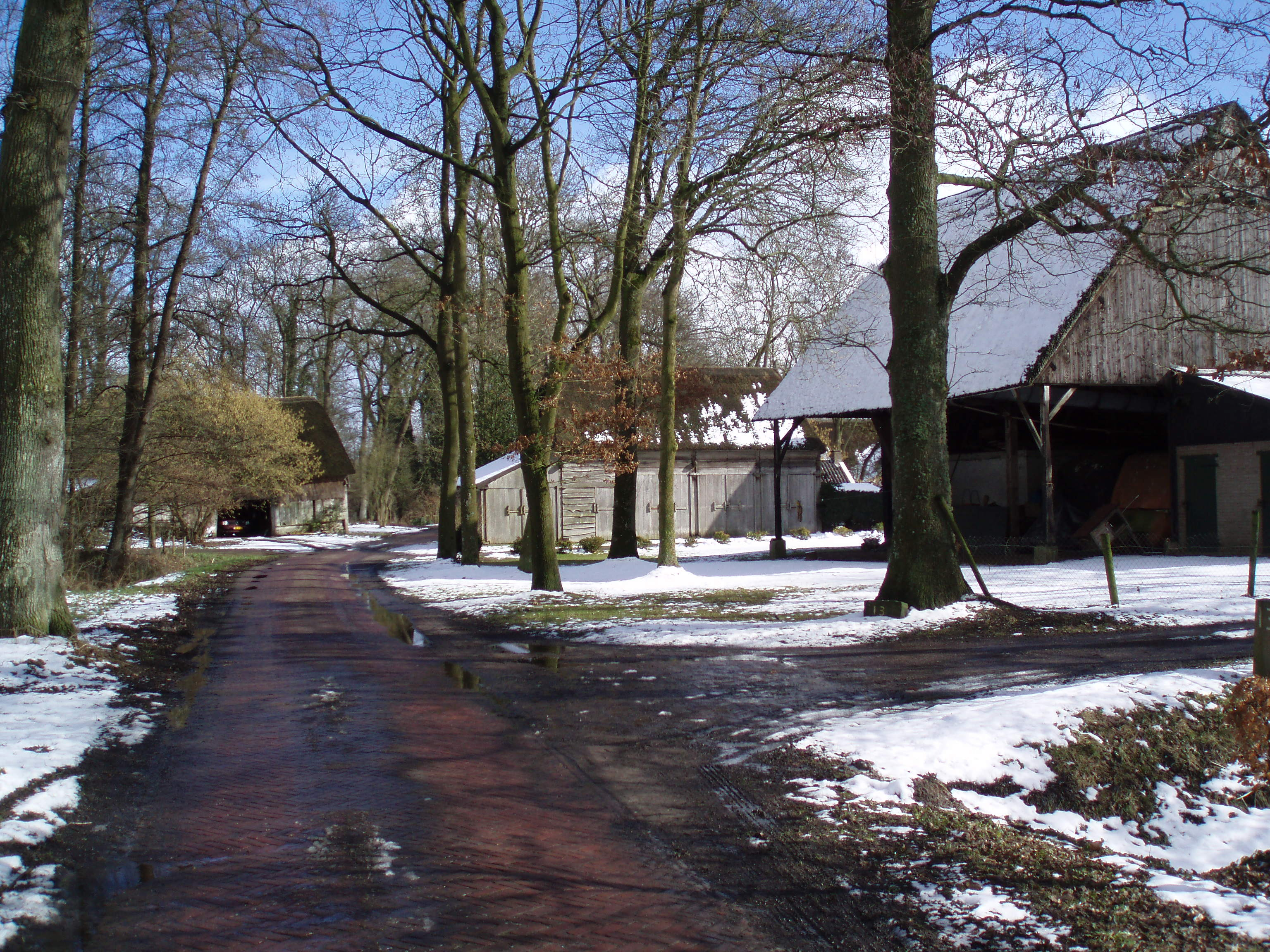
Tö i Schoonebeek (Emmen, Nederländerna).

Tö eller töväder är väderlek med temperatur över noll grader efter en kall period, vilket medför snö- och issmältning. Det behöver däremot inte vara solsken vid töväder. Ihållande töväder kan leda till islossning och vårflod.
Blidväder eller blida är inte ett bestämt meteorologiskt uttryck, utan kan innebära antingen temperaturer över nollpunkten eller en kraftig lindring av kylan.
Blidväder och tö påverkar skid- och slädföre, förorsakar halka på vägarna och ökar risken för laviner och snöras från hustaken.